# Vasili Mitrojin
Vasili Nikítich Mitrojin, transliterado académicamente como Vasilij Nikitič Mitrokhin (ruso: Василий Никитич Митрохин) (3 de marzo de 1922 - 23 de enero de 2004) fue un mayor y archivista del servicio de inteligencia extranjera de la Unión Soviética, el Primer Directorio del KGB, y sería coautor, junto a Christopher Andrew de The Mitrokhin Archive: The KGB in Europe and the West, un recuento masivo de operaciones de inteligencia soviéticas. El segundo volumen de ese trabajo, The Mitrokhin Archive II: The KGB in the world (El archivo Mitrojin: El KGB en el mundo), fue finalmente publicado en 2005, un año después de la muerte de Mitrojin. Ambos libros están basados en su gigantesco archivo contrabandeado a Occidente, a Gran Bretaña en particular. De hecho, sin ese material, la redacción de ambas obras habría sido sencillamente imposible.

## Primeros años
Mitrojin nació en la localidad de Yurásovo, en el óblast de Riazán, en la Rusia central, en la entonces Rusia soviética (RSFSR). Después de terminar la escuela ingresó a la escuela de artillería, para luego concurrir a la universidad, en la entonces República Socialista Soviética de Kazajistán. Allí obtendría dos títulos, en historia y en derecho.

## Carrera

### Militar
Hacia el fin de la Segunda Guerra Mundial (llamada Gran Guerra Patria por los rusos en lo que respecta al Frente Oriental de la misma), Mitrojin tomó un puesto de trabajo en la oficina del fiscal militar de Járkov, en la por entonces RSS de Ucrania.
Ingresó como un oficial de inteligencia extranjera en 1948. Su primera asignación al exterior tuvo lugar en 1952, durante el último año de vida del entonces líder supremo Iósif Stalin. Durante la década de 1950, Mitrojin participó en algunas "asignaciones encubiertas de ultramar". En 1956, por ejemplo, acompañó a la delegación deportiva soviética durante los Juegos Olímpicos de Melbourne, Australia (los segundos en los que participaba la URSS en su historia, tras los de Helsinki 1952).
Más tarde durante ese año, durante un aparente error durante una de sus misiones, fue desplazado de esas tareas operativas y relegado a un mero trabajo de oficina dentro de los archivos del Primer Alto Directorio del KGB. Además se le dijo que nunca más volvería a realizar "trabajos de campo".

## Descontento
Mitrojin a veces citaba el comienzo de su desilusión con el régimen soviético a partir del posteriormente famoso discurso secreto del Primer Secretario Nikita Jrushchov durante la clausura del XX Congreso del PCUS (Partido Comunista de la Unión Soviética) celebrado en febrero de 1956, llamado formalmente «Sobre el culto de la personalidad y sus consecuencias». Allí, el nuevo líder criticó duramente las políticas del fallecido mandatario, incluyendo entre ellas, las deportaciones masivas de pueblos. Al respecto de ello, Jrushchov llegó a irónicamente comentar a sus colegas del Congreso que «los ucranianos evitaron ese destino [el de la deportación] solo porque eran demasiados [nada menos que unos 40 millones para ese entonces] y no había dónde mandarlos».
No obstante, parece que Mitrojin incluso albergaba sus dudas acerca de la represión estalinista desde antes de eso.
Durante años, Mitrojin había escuchado las transmisiones radiales que tanto la BBC y Voice of America (»La voz de los Estados Unidos») realizaban, en ruso, sobre la Unión Soviética y se comenzó a percatar de la notable desconexión que existía entre la relativamente objetiva información brindada por esos entes occidentales y la omnipresente propaganda política de la maquinaria del PCUS. Pero cuando comenzó a investigar o husmear en los archivos por sí mismo, no pudo menos que confirmar lo que decían esos dos «imperialistas» medios occidentales afirmó sentirse golpeado por lo que descubrió acerca de la «sistemática represión del KGB sobre la gente» dentro de los confines de la en su momento herméticamente cerrada Unión Soviética. «No podía creer tanta maldad», diría después. «Estaba todo planeado, preparado, pensado de antemano. Fue un terrible golpe cuando leí esas cosas», agregaría al respecto.
Entre 1972 y 1984, Mitrojin supervisó la mudanza del archivo del Primer Directorio Principal desde la oscura Lubyanka hasta el en ese momento nuevo cuartel general del KGB en el distrito de Yásenevo. Mientras realizaba esa tarea, aprovechó para copiar algunos de los documentos clasificados, a la vez que robó otros de ellos. Se jubiló en 1985, solo un año después de haber terminado con ese trabajo.
Los documentos del KGB revelados por Vasili Mitrojin mencionan pagos hechos y propuestos a Salvador Allende por un total de 420 000 dólares antes y después de sus elecciones como presidente en 1970.

## Deserción a Occidente
Durante la era soviética, Vasili Mitrojin no intentó contactar con ningún servicio occidental de inteligencia. Luego de la disolución de la URSS, y ya en 1992, Mitrojin viajó a la por entonces recientemente independiente Estonia, donde se presentó, con copias del material de su archivo, en la embajada estadounidense en Tallin. No obstante, los oficiales allí apostados de la CIA no los consideraron creíbles ni a él ni a su material, y llegaron a la conclusión tentativa de que los documentos copiados bien podrían ser falsos.
Finalmente, se presentó en la embajada británica, donde un oficial del MI6 vio el potencial de ese revelador material clasificado. Luego de realizar algunas consultas de rigor con Londres, Mitrojin fue aceptado como nuevo agente.
Operaciones posteriores irían recuperando las nada menos que 25 000 páginas que había escondido en su propio hogar, las cuales cubrían operaciones que se remontaban hasta la década de 1930. Vasili Mitrojin y su familia serían luego ilegalmente «exfiltrados» a Gran Bretaña, aunque el por entonces nuevo gobierno de Borís Yeltsin no estaba creando obstáculos para que los miembros activos o jubilados de los servicios secretos rusos pudiesen libremente viajar al extranjero.
Richard Tomlinson, un agente del MI6 encarcelado en 1997 por haber intentado publicar un libro sobre su carrera, fue uno de quienes se vieron involucrados en la recuperación de los documentos, a partir de contenedores escondidos en el piso de la dacha (casa de campo) de Mitrojin.

## Libros
(Estos trabajos son usualmente considerados colectivamente como el «Archivo Mitrojin»).
- Vasili Mitrojin y Christopher Andrew, The sword and the shield: The Mitrokhin archive and the secret history of the KGB ("La espada y el escudo: El archivo Mitrojin y la historia secreta del KGB"), Basic Books, 1999, edición de tapa dura, ISBN 0-465-00310-9 (edición rústica, septiembre de 2000, ISBN 0-465-00312-5).
- Vasili Mitrojin y Christopher Andrew, The Mitrokhin archive: The KGB in Europe and the West ("El archivo Mitrojin: El KGB en Europa y en Occidente"), Gardners Books, 2000, ISBN 0-14-028487-7
- Vasili Mitrojin y Christopher Andrew, The world was going our way: The KGB and the battle for the third world ("El mundo iba en nuestra dirección: El KGB y la batalla en el tercer mundo"), Basic Books, 2005, tapa dura, 677 páginas, ISBN 0-465-00311-7
- Vasili Mitrokhin, KGB Lexicon: The Soviet Intelligence officer's handbook ("El léxico del KGB: El manual del agente de inteligencia soviético"), Frank Cass & Co. Ltd, 2002, 451 páginas, ISBN 0-7146-5257-1
- Vasili Mitrojin (Compilador), Chekisms (Chekismy), Tales of the Cheka ("Cuentos de la Cheka"), The Yurasov Press, 2008, 435 páginas, ISBN 978-0-10-850709-0

## Otras publicaciones
- Vasiliy Nikitich Mitrojin, The KGB in Afghanistan, introducida y editada por Christian F. Ostermann and Odd Arne Westad, 'Woodrow Wilson International Center for Scholars, Cold War International History Project, working paper No. 40, Washington, D.C., febrero de 2002.